# Palazzo della Manifattura Pontificia dei Tabacchi
Il Palazzo della Manifattura Pontificia dei Tabacchi o Palazzo del Monopolio del Tabacchi, noto anche come Nuova Fabbrica del Tabacco per distinguerlo dalla Vecchia Fabbrica del Tabacco, è un edificio neoclassico di Roma che si trova nel rione Trastevere, in piazza Mastai.

## Storia
Piazza Mastai, situata tra Viale Trastevere e Via della Luce, deve il suo nome alla famiglia di Pio IX, il papa che determinò la costruzione del "Palazzo della Manifattura Pontificia dei Tabacchi" tra il 1860 e il 1863, su progetto di Antonio Sarti, per accogliere la lavorazione del tabacco che prima si trovava in un edificio vicino al convento di Santa Maria dei Sette Dolori, che divenne noto come Vecchia Fabbrica del Tabacco.
L'edificio, originariamente più lungo e con corpi avanzati laterali (demoliti in seguito) che si estendevano per 168 metri, presenta una facciata centrale con otto colonne doriche poggianti su un ampio  cornicione-marcapiano che separa il piano terra dal mezzanino  coprendo il rusticato e sormontato da un architrave con l'iscrizione "PIUS IX P M OFFICINAM NICOTIANIS FOLIIS ELABORANDIS A SOLO EXTRUXIT ANNO MDCCCLXIII" ("Pio IX Pontefice Massimo costruì la Manifattura dei Tabacchi dalle fondamenta nel 1863").
Un grande frontone triangolare corona la facciata. Tra le colonne sono presenti tre stemmi: al centro quello di Pio IX, a sinistra quello della Camera Apostolica e a destra quello di monsignor Giuseppe Ferrari, ministro delle Finanze.
Il portale è relativamente basso rispetto alla maestosità dell'edificio, tanto che lo stesso Pio IX, durante la sua visita del 14 ottobre 1869, ironizzò sulle ridotte dimensioni esclamando: "Ora che sono entrato dalla finestra, vediamo dov'è la porta!".
L'edificio fu completamente ristrutturato nel 1927 e poi ricostruito negli anni '50 su progetto di Cesare Pascoletti: fu in questa occasione che furono demolite le ali laterali.
L'edificio fu destinato alla Direzione generale dei monopoli di Stato e lo stabilimento fu trasferito alla Garbatella, in un edificio inaugurato nel 1958.
Pio IX non si limitò a costruire il palazzo, ma utilizzò il terreno anche per costruire una serie di residenze a basso costo per i poveri di Trastevere. Questi possono ancora essere visti su Via Cardinale Merry Del Val, sull'altro lato di Viale di Trastevere, di fronte a Piazza Mastai.
Al centro della piazza è stata collocata una fontana progettata da Andrea Busiri Vici.